# Parti baloutche Awami
Ne doit pas être confondu avec Parti national Awami, Parti national baloutche, Parti national baloutche (Awami) ou Ligue Awami.

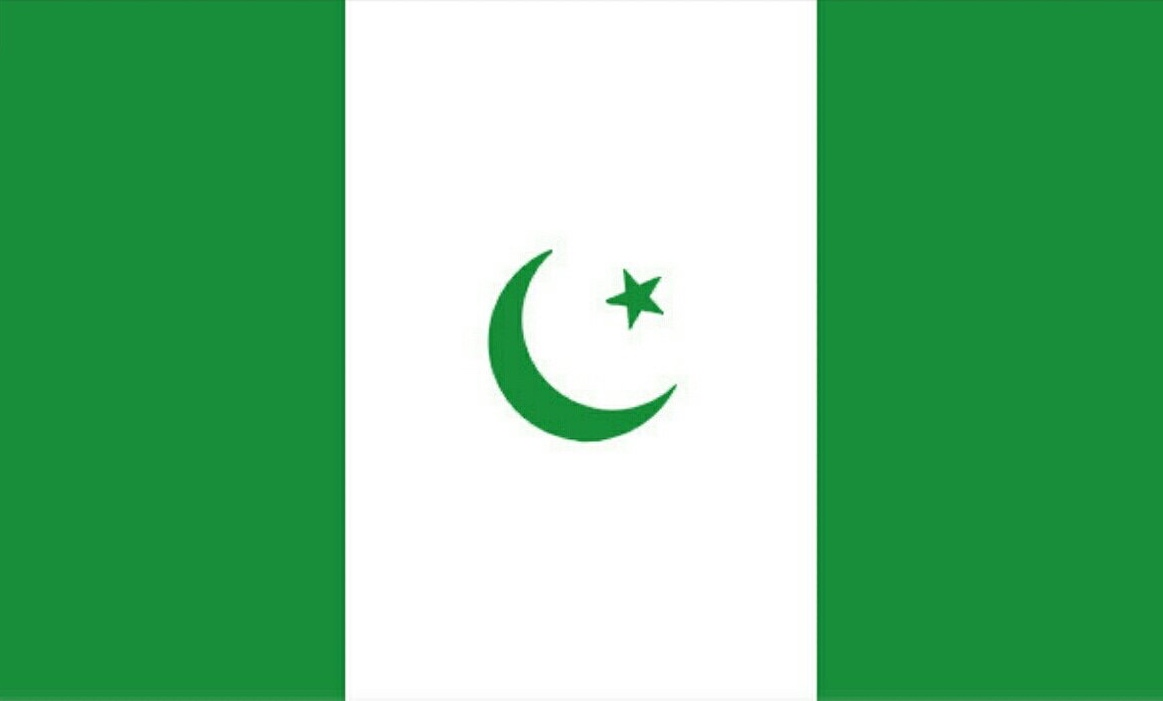
Drapeau

Le Parti baloutche Awami (anglais : Balochistan Awami Party, ourdou : بلوچستان عوامی پارٹی) est un parti politique du Pakistan.
Le parti est fondé le 28 mars 2018 par des députés provinciaux de la Ligue musulmane du Pakistan (Q) et est rejoint par des membres indépendants et quelques dissidents de la Ligue musulmane du Pakistan (N) au pouvoir. Il est la conséquence de l'éclatement de la coalition qui dirigeait la province du Baloutchistan et le nouveau ministre en chef de la province Abdul Quddus Bizenjo, élu en janvier 2018, rejoint le parti. 
Lors des élections législatives du 25 juillet 2018, le parti réalise une percée avec cinq sièges à l'Assemblée nationale et devient la première force de l'Assemblée provinciale du Baloutchistan avec 20 députés et 25 % des votes. Le parti évince le Parti national et le Pashtunkhwa Milli Awami, qui dénoncent des fraudes alors que le Parti baloutche Awami est soupçonné avoir reçu le soutien décisif de l'armée pakistanaise,. 
Le parti annonce ensuite s'allier avec le vainqueur de l'élection, le Mouvement du Pakistan pour la justice, afin de former une coalition au niveau fédéral et provincial. Zubaida Jalal Khan devient ministre fédérale dans le gouvernement du Premier ministre Imran Khan. 
Le 18 août, le président du parti, Jam Kamal Khan, est élu ministre en chef du Baloutchistan avec 39 voix sur 65, grâce à l'appui de cinq autres partis, à savoir le Mouvement du Pakistan pour la justice, le Parti national Awami, le Parti national baloutche (A), Jamhoori Wattan et le Parti démocratique Hazara.

## Résultats électoraux

### Législatives
| Année | Votes   | %    | Députés | Position                                                                  |
| ----- | ------- | ---- | ------- | ------------------------------------------------------------------------- |
| 2018  | 319 348 | 0,60 | 4 / 342 | Gouvernement (2018-2022), opposition (2022), Shehbaz Sharif I (2022-2023) |
| 2024  | 90 985  | 0,15 | 1 / 336 | Shehbaz Sharif II                                                         |

### Baloutchistan
| Année | Votes   | %     | Députés |
| ----- | ------- | ----- | ------- |
| 2018  | 446 795 | 24,59 | 10 / 65 |
| 2024  | 127 340 | 5,58  | 5 / 65  |

## Articles annexes
- Élections législatives pakistanaises de 2018